# Iso Roskajärvi
Iso Roskajärvi är en sjö i Finland. Den ligger i kommunen Enontekis i landskapet Lappland, i den norra delen av landet, 900 km norr om huvudstaden Helsingfors. Iso Roskajärvi ligger 294,4 meter över havet. Arean är 33,8 hektar och strandlinjen är 3,07 kilometer lång. Sjön  ingår i Torne älvs huvudavrinningsområde. 